# Home Reef
Home Reef ist eine episodische Vulkaninsel, die zum Königreich Tonga im Pazifik gehört. Sie liegt etwa 20 km südwestlich der Insel Late und erscheint in unregelmäßigen Abständen aufgrund vulkanischer Aktivität. Zuletzt geschah dies 1852, 1857, 1984 und 2006. Anschließend fiel die Insel immer wieder der Erosion zum Opfer.
Die bislang letzte Eruption ereignete sich ab dem 10. September 2022. Dabei bildete sich erneut eine kleine Insel, die nach dem Ende des Ausbruchs am 17. Oktober 2022 einen Durchmesser von 268 bis 283 Metern und eine Höhe von 15 bis 18 Metern aufwies.